# Diocèse de San Carlos de Venezuela
Le diocèse de San Carlos de Venezuela (en latin : Diœcesis Sancti Caroli in Venetiola ; en espagnol : Diócesis de San Carlos de Venezuela) est un diocèse de l'Église catholique au Venezuela, suffragant de l'archidiocèse de Valencia.

## Territoire

Carte des diocèses du Venezuela avec le diocèse de San Carlos en rouge

Le territoire du diocèse correspond exactement aux frontières de l'État de Cojedes avec une superficie de 14 800 km2 pour 19 paroisses. Le diocèse est suffragant de l'archidiocèse de Valencia, son évêché est à San Carlos où se trouve la cathédrale de l'Immaculée-Conception-de-la-Vierge-Marie (es).

## Histoire
Le diocèse est érigé le 16 mai 1972 par la bulle pontificale In vertice du pape Paul VI en prenant une partie du territoire du diocèse de Valencia (aujourd'hui archidiocèse) et devient suffragant de l'archidiocèse de Caracas. Le 12 novembre 1974, il fait partie de la province ecclésiastique de l'archidiocèse de Valencia.
Actuellement, le diocèse se lance dans un projet de renouvellement pastoral initié par l'évêque Tomás Jesús Zarraga. Le 8 avril 2016, le pape François nomme le Père Polito Rodríguez Méndez, actuel secrétaire adjoint de la Conférence épiscopale vénézuélienne, quatrième évêque du diocèse de San Carlos.

## Évêques
- Medardo Luis Luzardo Romero (1972-1979), nommé évêque de la ville de Guayana.
- Antonio Arellano Durán (1980-2002).
- Jesús Tomás Zárraga Colmenares (2002-2014).
- Polito Rodríguez Méndez (2016-2024).
- Alexander Rivera Vielma (depuis 2025).

## Sources
- http://www.catholic-hierarchy.org.